# Naucraria
Le naucrarie (al singolare naucraria; in greco antico: ναυκραρία?, naukraría) erano antiche aree amministrative istituite nell'Attica per la riscossione dei tributi imposti al popolo.
Il nome probabilmente derivava da ναύκραρος (náukraros, "comandante della nave"), che suggerisce un legame con la flotta. Secondo una notizia contenuta nella Costituzione degli Ateniesi, in totale ne esistevano 48, 12 per ogni tribù preclistenica. Il loro compito era il mantenimento della flotta e della cavalleria.
Furono fondate da Solone o forse da Pisistrato; non risultano più esistenti dopo il 500 a.C.: secondo lo storico Clidemo Clistene ne portò il numero a 50, mentre secondo la Costituzione degli Ateniesi Clistene le abolì, istituendo al loro posto i demi, circoscrizioni di minore estensione.